# 笹島誉行
笹島 誉行（ささじま たかゆき、1957年11月15日 - ）は、日本の総理府・総務官僚。総務審議官を経て、独立行政法人統計センター理事長。

## 人物
1957年、茨城県生まれ。1976年、茨城県立水戸第一高等学校卒業。1980年、東京大学理学部数学科を卒業し、上級甲種（数学）で総理府入府。1996年総務庁青少年対策本部参事官。2001年より人事・恩給局で課長、次長、局長等を長く務める。2015年総務審議官となり2017年辞職。

## 略歴
- 1980年4月 総理府採用（統計局調査部消費統計課物価指数第1係）
- 1996年7月 総務庁青少年対策本部参事官[4]
- 1997年6月 内閣府総理大臣官房参事官
- 1999年7月 総務庁統計局統計情報課長
- 2001年1月6日、総務省統計局参事官に就任[5]。
- 2001年7月6日、人事・恩給局公務員高齢対策課長に就任[6]。
- 2002年7月12日、総務省大臣官房参事官（公務員制度改革担当）に就任[7]。
- 2003年 内閣官房行政改革推進事務局公務員制度等改革推進室参事官
- 2005年 大臣官房参事官（公務員制度改革担当）
- 2006年 人事・恩給局総務課長
- 2007年 大臣官房参事官（官房秘書課人事担当）
- 2008年7月11日、人事・恩給局次長に就任[8]。
- 2012年9月、人事・恩給局長に就任。
- 2014年5月、内閣人事局人事政策統括官に就任。
- 2015年7月、総務審議官（行政制度担当）に就任。
- 2017年7月、総務省を退官。
- 2018年3月、一般財団法人日本統計協会専務理事に就任。
- 2019年3月、独立行政法人統計センター理事長に就任[9]。